# Stazione di Foiano della Chiana
La stazione di Foiano della Chiana è una stazione ferroviaria al servizio del comune di Foiano della Chiana. Si trova sulla ferrovia Arezzo-Sinalunga, gestita da La Ferroviaria Italiana.

## Storia
La stazione di Foiano della Chiana è stata inaugurata con l'apertura della linea ferroviaria, il 3 settembre 1930.

## Strutture e impianti
La stazione dispone di due binari, primo è utilizzato come binario di corsa mentre il secondo, tronco e connesso alla linea sul lato nord, è attualmente adibito al ricovero di rotabili dismessi.
La riqualificazione dell'armamento operata agli inizi degli anni '90 del secolo scorso dalla società esercente ha visto l'alienazione del fascio di binari destinati all'ancora esistente fabbricato di carico/scarico merci e del breve raccordo ferroviario che terminava all'interno dei fabbricati di un'adiacente industria (di quest'ultimo ne esistono ancora le vestigia).
Il fabbricato viaggiatori, inaccessibile e pericolante, si sviluppa su due piani, quello superiore era destinato ad alloggi di servizio del personale mentre quello inferiore era suddiviso tra locali di servizio e locale viaggiatori. La facciata è ritmata da quattro grandi arcate a tutto sesto che segnano l'ingresso ai vari locali della stazione alla stazione; lateralmente è invece caratterizzata da una serie di tre finte finestre che ne accentuano la dimensione orizzontale.
Escluso il fabbricato viaggiatori, la stazione consiste in una banchina (alla quale afferisce l'unico binario passante) con due pensiline, la quale termina in prossimità di un respingente di un binario tronco ove giacciono dei convogli non più utilizzati. Non c'è biglietteria, ma solo una validatrice.

## Movimento
L'impianto è servito da treni destinati ai servizi regionali operati da Trasporto Ferroviario Toscano nell'ambito dei contratti di servizio stipulati con la Regione Toscana.
Il traffico che interessa la stazione è per la quasi totalità riferito ai pochi pendolari e studenti che utilizzano la linea principalmente per recarsi nel capoluogo provinciale di Arezzo, complice anche il fatto che Foiano della Chiana è servito da autolinee gestite da Tiemme Toscana Mobilità (azienda della Divisione Automobilistica di LFI) che sovrapponendosi, anche negli orari, al servizio ferroviario e partendo direttamente dal paese, gli erode passeggeri.

## Interscambi
Poco distante dalla stazione si trova una fermata dove effettua il transito l'autolinea interurbana operata da Tiemme Toscana Mobilità.
- Fermata autobus